# Jeff Lank
Jeff Lank (né le 1er mars 1975 à Indian Head, dans la province de la Saskatchewan au Canada) est un joueur professionnel canadien de hockey sur glace. Il évolue au poste de défenseur.

## Biographie
Il commence sa carrière junior avec Raiders de Prince Albert dans la Ligue de hockey de l'Ouest en 1991. Il commence sa carrière professionnelle avec les Bears de Hershey dans la Ligue américaine de hockey en 1995. Il est repêché par les Canadiens de Montréal au 113e choix au total au repêchage de 1993. Il est repêché une deuxième fois par les Flyers de Philadelphie au 230e choix au total au repêchage de 1995. 

## Statistiques

### En club
| Saison     | Équipe                     | Ligue      |    | Saison régulière | Saison régulière | Saison régulière | Saison régulière | Saison régulière |   | Séries éliminatoires | Séries éliminatoires | Séries éliminatoires | Séries éliminatoires | Séries éliminatoires |
| Saison     | Équipe                     | Ligue      | PJ | B                | A                | Pts              | Pun              | PJ               | B | A                    | Pts                  | Pun                  |                      |                      |
| 1990-1991  | Rockies de Columbia Valley | KIJHL      | 54 | 6                | 28               | 34               | 33               | -                | - | -                    | -                    | -                    |                      |                      |
| 1991-1992  | Raiders de Prince Albert   | LHOu       | 56 | 2                | 8                | 10               | 26               | 9                | 0 | 0                    | 0                    | 2                    |                      |                      |
| 1992-1993  | Raiders de Prince Albert   | LHOu       | 63 | 1                | 11               | 12               | 60               | -                | - | -                    | -                    | -                    |                      |                      |
| 1993-1994  | Raiders de Prince Albert   | LHOu       | 72 | 9                | 38               | 47               | 62               | -                | - | -                    | -                    | -                    |                      |                      |
| 1994-1995  | Raiders de Prince Albert   | LHOu       | 68 | 12               | 25               | 37               | 60               | 13               | 2 | 10                   | 12                   | 8                    |                      |                      |
| 1995-1996  | Bears de Hershey           | LAH        | 72 | 7                | 13               | 20               | 70               | 5                | 0 | 0                    | 0                    | 0                    |                      |                      |
| 1996-1997  | Phantoms de Philadelphie   | LAH        | 44 | 2                | 12               | 14               | 49               | 7                | 2 | 1                    | 3                    | 4                    |                      |                      |
| 1997-1998  | Phantoms de Philadelphie   | LAH        | 69 | 7                | 9                | 16               | 59               | 20               | 1 | 4                    | 5                    | 22                   |                      |                      |
| 1998-1999  | Phantoms de Philadelphie   | LAH        | 51 | 5                | 10               | 15               | 36               | 2                | 0 | 0                    | 0                    | 2                    |                      |                      |
| 1999-2000  | Flyers de Philadelphie     | LNH        | 2  | 0                | 0                | 0                | 2                | -                | - | -                    | -                    | -                    |                      |                      |
| 1999-2000  | Phantoms de Philadelphie   | LAH        | 26 | 1                | 4                | 5                | 16               | 3                | 0 | 0                    | 0                    | 2                    |                      |                      |
| Totaux LNH | Totaux LNH                 | Totaux LNH | 2  | 0                | 0                | 0                | 2                | -                | - | -                    | -                    | -                    |                      |                      |

## Trophées et distinctions

### Ligue américaine de hockey
- Coupe Calder en 1997-1998 avec les Phantoms de Philadelphie.